# Салто Ковино (Латина)
Салто Ковино је насеље у Италији у округу Латина, региону Лацио.
Према процени из 2011. у насељу је живело 471 становника. Насеље се налази на надморској висини од 6 м.